# Il mercenario
Il mercenario è un film del 1968 diretto da Sergio Corbucci. Il film appartiene al genere western all'italiana.

## Trama
Paco Roman è un bracciante agricolo messicano che si ribella contro il suo capo, il ricco padrone di una miniera. Viene catturato, ma salvato fortunosamente dai suoi amici.
Sergei Kowalsky è un mercenario polacco che viene assunto dai due fratelli Garcìa, padroni della miniera, per portare il loro argento al sicuro dalla rivoluzione al di là della frontiera messicana.
Ma un influente fuorilegge soprannominato Ricciolo vede i tre uomini confabulare, insegue quindi i fratelli Garcìa per scoprire perché abbiano assunto Kowalski e li uccide.
Quando Kowalsky arriva alla miniera dove aveva appuntamento con uno dei fratelli lo trova morto, insieme a molti altri, e incontra invece Paco con la sua banda di rivoluzionari male in arnese. Dopo non molto vengono attaccati dalle truppe messicane del Colonnello Alfonso Garcìa: Kowalsky si rende utile e aiuta Paco a combatterli, ma essendo un mercenario fa pagare caro il suo aiuto.
Grazie alla strategia del polacco, e anche e soprattutto grazie alla mitragliatrice che aveva portato con sé prevedendo possibili scontri, i rivoluzionari sconfiggono l'esercito.
Kowalsky poi lascia il gruppo, ma cade in un'imboscata del Ricciolo. Viene salvato dall'arrivo di Paco e dei suoi, che uccidono gli uomini del Ricciolo, il quale è l'unico ad essere lasciato andare dopo essere stato spogliato di tutti i suoi vestiti. Nell'andarsene giura vendetta contro Kowalsky e contro Paco.
Paco assume quindi definitivamente Kowalsky perché gli insegni la strategia militare per condurre la rivoluzione.
I rivoluzionari girano di città in città derubando l'esercito di denaro, armi e cavalli. Liberano anche una prigioniera di nome Columba, che si unisce a loro. Paco decide di fermarsi in una città per difendere la popolazione dall'esercito mandato contro di loro, e Kowalsky, dopo aver cercato inutilmente di convincerlo che le loro forze sono troppo scarse, li abbandona.
Quando poi Paco e i suoi rivoluzionari fuggono, sconfitti, ritrovano Kowalsky e si accordano di nuovo, ma il mercenario questa volta raddoppia il prezzo.
In seguito a una vittoria dei rivoluzionari, che si impadroniscono di una città sconfiggendo un intero reggimento, Paco prende Kowalsky prigioniero accusandolo di essere troppo avido, confisca tutto il denaro che gli ha pagato e sposa Columba. Proprio in quel momento la città viene attaccata dalle truppe del Generale Garcìa, alle quali si è unito il Ricciolo.
Paco capisce di non essere in grado di gestire la situazione e pensa così di chiedere nuovamente aiuto a Kowalsky, il quale però non appena liberato fugge, lasciando Paco a sua volta imprigionato. Columba libera Paco e i due riescono a scappare prima che Ricciolo li trovi.
Sei mesi più tardi Kowalsky è a uno spettacolo di corrida e scopre che Paco si è salvato, riconoscendolo in uno dei pagliacci. Dopo la fine dello spettacolo però si presenta Ricciolo. Anche lui ha riconosciuto Paco e cerca vendetta. I suoi uomini catturano il messicano e stanno per ucciderlo, quando Kowalsky interviene, uccide i suoi complici e, disarmato anche Ricciolo, permette ai due di affrontarsi in duello dando ad entrambi un fucile con un solo colpo, e con tre tocchi di campana dà il segnale del duello. Paco, sebbene ferito, uccide Ricciolo.
Subito dopo Kowalsky, sapendo che sulla testa di Paco c'è una taglia considerevole, lo cattura e si dirige verso il quartier generale del 51º reggimento per riscuoterla. Columba, che ha visto tutto, li precede al quartier generale e finge di voler tradire Paco, indicando ai soldati dove possono trovare i due.
Raggiunto dai militari, Kowalsky viene arrestato insieme a Paco perché su anche di lui adesso pende una taglia. Entrambi vengono condannati al plotone d'esecuzione ma Columba, secondo il suo piano e con l'aiuto di due mitragliatrici, riesce a farli scappare. Kowalsky propone a Paco di mettersi a lavorare con lui, sostenendo che farebbero un mucchio di soldi, ma Paco risponde che il suo sogno è in Messico (parla ovviamente della Rivoluzione), così si separano. 
Nell'ultima scena cinque soldati messicani del 51° stanno per uccidere Paco in un agguato ma Kowalsky se ne accorge, li uccide, e poi saluta Paco gridandogli di continuare pure a sognare ma con gli occhi aperti.

## Produzione
La sceneggiatura e il progetto erano inizialmente destinati a Gillo Pontecorvo ed erano previsti come protagonisti Peter O'Toole, Burt Lancaster e Antonella Lualdi. In seguito la produzione decise di ingaggiare Sidney Poitier e di spostare la vicenda in Africa, ma Pontecorvo si ritirò dal progetto, motivando che non gli piacevano i western.
Successivamente la regia venne quindi affidata a Sergio Corbucci e come protagonisti vennero scelti Franco Nero (nella parte del polacco) e James Coburn (nella parte del mercenario americano), ma la produzione non riuscì ad accordarsi con Coburn. La parte del mercenario polacco andò quindi a Nero e il ruolo del messicano a Tony Musante (al suo primo film italiano), quando questi subentrò nel progetto. Per il ruolo era stato pensato anche Eli Wallach.
Il film fu girato in Spagna, principalmente a Madrid.

### Curiosità
- Il Polacco si avvale di una pistola di servizio semi-automatica Astra 400, la mitragliatrice è una Hotchkiss Mle 1914 e i cannoni adoperati dall'esercito sono obici da 100/17 Mod.14.

## Colonna sonora
La colonna sonora è di Ennio Morricone e Bruno Nicolai.
Il motivo sarà citato da Quentin Tarantino in Kill Bill vol. 2 (2004).

## Distribuzione
La pellicola uscì il 29 agosto del 1968, lo stesso anno del più famoso film di Corbucci, Il grande silenzio, quest'ultimo però era stato girato quasi due anni prima.